# Celendín
Celendín é uma cidade do Peru, situada na região do  Cajamarca. Capital da província homônima, sua população em 2017 foi estimada em 19.809 habitantes.